# Thrichomys
Thrichomys is een geslacht van zoogdieren uit de familie van de stekelratten (Echimyidae). De wetenschappelijke naam van het geslacht werd in 1880 gepubliceerd door Édouard Louis Trouessart.

## Soorten
Er worden 5 soorten in dit geslacht geplaatst:
- Thrichomys apereoides (Lund, 1839)
- Thrichomys fosteri O. Thomas, 1903
- Thrichomys inermis (Pictet, 1843)
- Thrichomys laurentius O. Thomas, 1904
- Thrichomys pachyurus (Wagner, 1845)